# Marcel Kříž

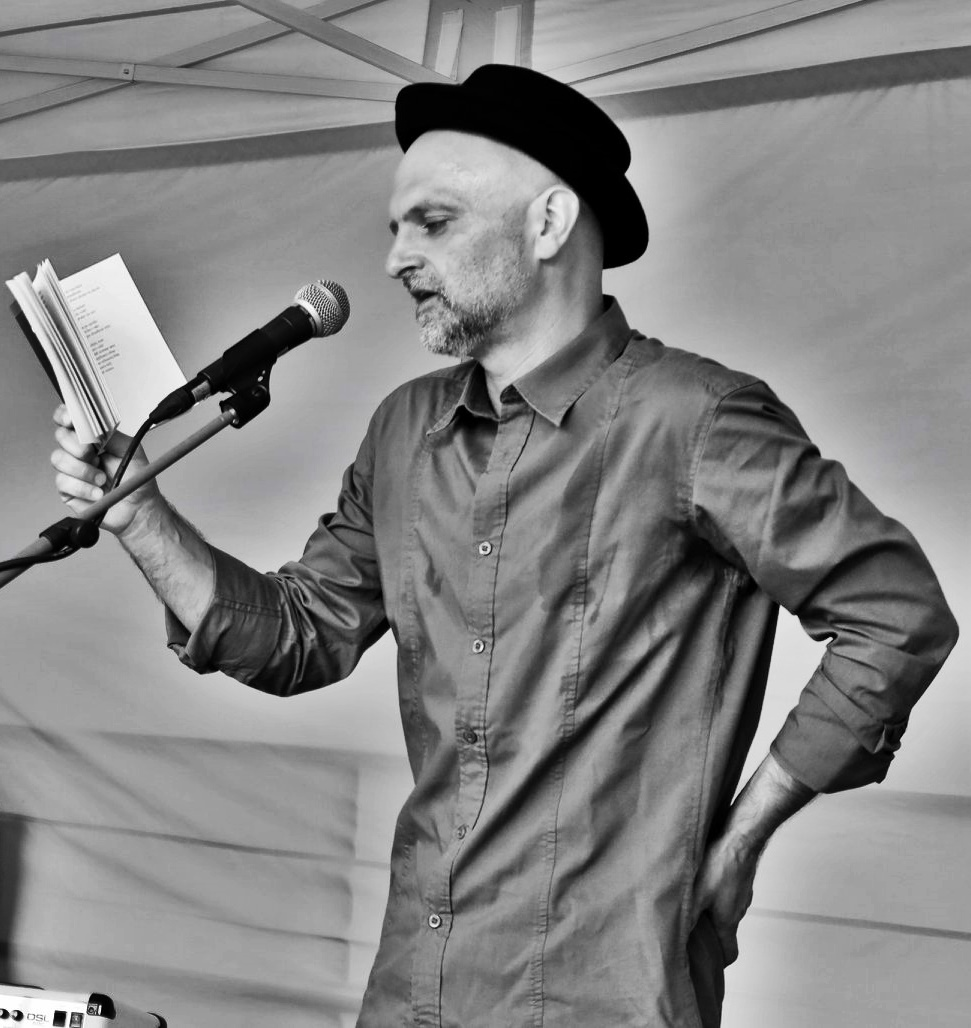
Marcel Kříž při autorské četbě z knihy Jen ať řvou kolejnice v Pardubicích v roce 2020.

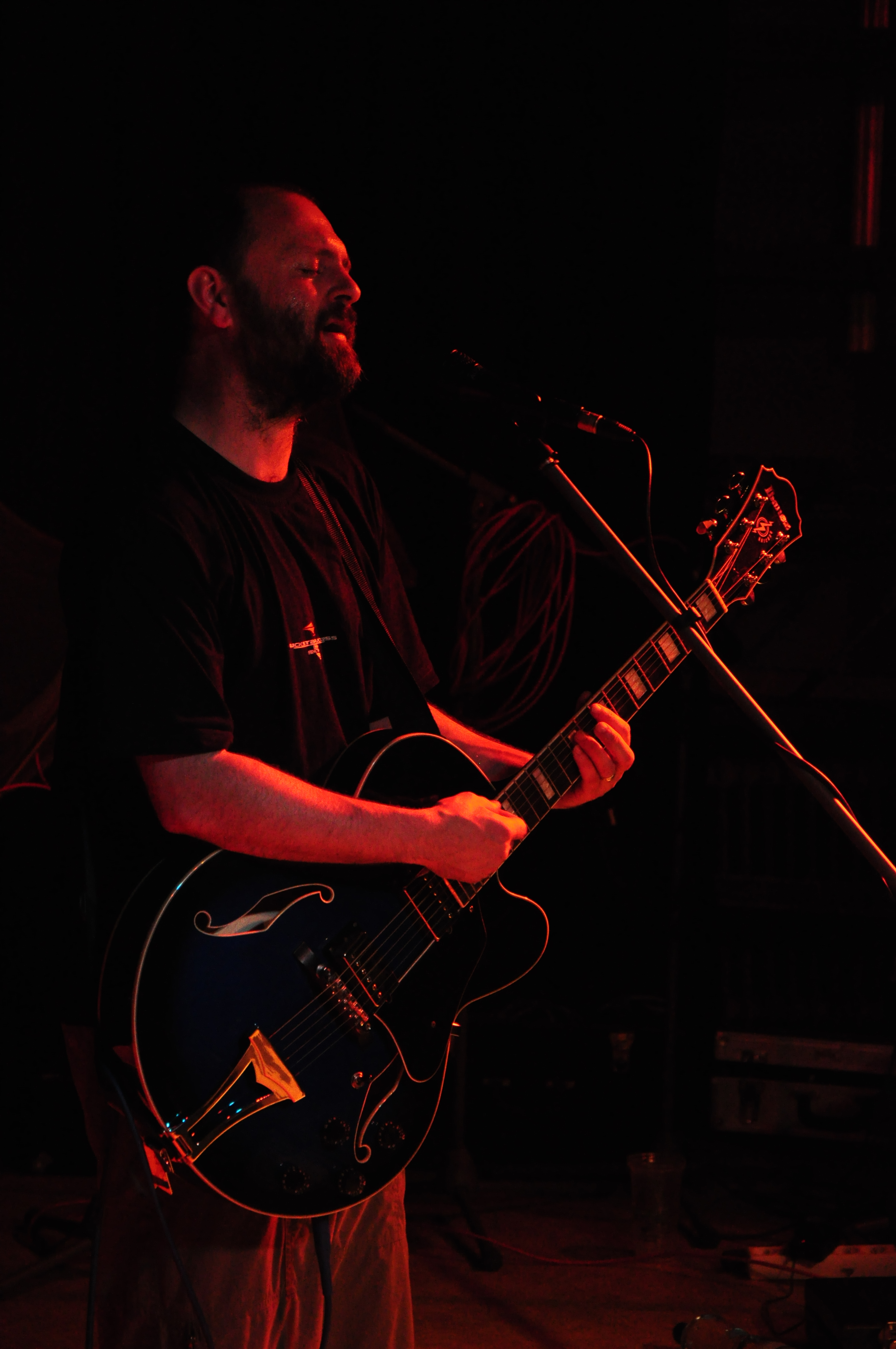
Marcel Kříž na festivalu Máme na to?! 16. května 2009 v Chotěboři.

Marcel Kříž (* 10. listopadu 1976, Havlíčkův Brod) je český básník a folk-rockový písničkář v jehož tvorbě lze najít stopy blues, jazzu, minimalismu a garážového rocku. Jeho texty kombinují vlivy surrealismu a beat generation.
Na kytaru se naučil hrát v roce 1989, aby mohl hrát svoje texty. Již další rok se zúčastnil pražské Miniporty.
Poté působil v několika amatérských kapelách. S Tomášem Nosilem založil Nerezem inspirovaný Protlak. Kolem roku 1992 založil Delacroix (inspirace Depeche Mode a R.E.M.), později hrál v Trio Session (inspirace Dylanem, Youngem, Mertou či Veitem). V roce 1995 založil s Liborem Lorencem kapelu Vraždy v Čínské čtvrti. Hrál také v kapele Prozatím. Pak ale začal hrát sám jako písničkář a od roku 2001 kolem sebe shromažďuje muzikanty ve volném sdružení s názvem Kabaret. Zároveň však ještě hrál se skupinou Jitrocel či v Rádio - Jerevan - GJ. Účinkoval také v příležitostném duu s Petrem Sedláčkem Se Sedláčkem je Kříž.
Jako textař pracoval na muzikálu Podobizna a pásmu o Josefu Kainarovi, podílel se na nahrávání muzikálu havlíčkobrodského gymnázia J. Hnát Superbastard.
Kromě samostatných koncertů či koncertů s Kabaretem spoluzakládá a působí v projektu Panoptikum, ve které spolu hrají tři písničkáři (spolu s Marcelem Křížem ještě Ivo Cicvárek a Žofie Kabelková) a jejich doprovodná skupina
.
V letech 2008-2013 doprovází Marcela Kříže hudební uskupení na pomezí folku, jazzu, blues a kabaretních popěvků Pohublá zrzka, kde hráli Honza Píška (také Gamba Blues Band) na bicí, Petr Chalupa na saxofon či klarinet, Libor Lorenc na kytary a Jan Cakl na baskytaru.
Od roku 2005 vystupuje ve společných pořadech s J. H. Krchovským Krchovský Kříž. V improvizovaných pásmech kombinují dekadentní poezii s alternativním písničkářstvím.
V roce 2009 se autorsky podílí na albu Peřiny z vod písničkářky Žofie Kabelkové.
V roce 2010 jej oslovuje šéfredaktorka nově vznikajícího kulturního časopisu Full moon Jana Grygarová s nabídkou podílet se autorsky na tištěné podobě magazínu. V letech 2010 až 2018 se jeho články objevují nejen v časopise Full Moon, ale i na webových portálech xplaylist a Fullmoonzine.
V roce 2012 vydal album Buskers Burlesquers v produkci Tomáše Vtípila (také DG307). Na albu kombinujícím prvky folk-rocku, blues, šansonu a elektronické hudby spolupracoval s kytaristou Ivanem Manolovem či saxofonistou skupiny Psí vojáci Jiřím Jelínkem. Grafické zpracování alba vytvořil Hank J. Manchini z kapely Kill The Dandies!
V roce 2012 autorsky spolupracuje na bilingvním česko-anglickém vydání knihy Nick Cave : Lyrics 1978-2007.
V letech 2014 - 2016 vystupoval společně s písničkářem Karlem Vepřekem.
V roce 2017 mu u vydavatelství Ears & Wind Records vyšla sbírka básní Jen ať řvou kolejnice. Doslov ke knize napsali Hank J. Manchini a Viktorie Čermáková. Edičně připravil Honza Bartoň a Jaroslav Erik Frič.
Druhá sbírka poesie V plátěných stěnách barvy petroleje vyšla u vydavatelství Ears & Wind Records v roce 2020. Autory doslovů jsou Sonja Kröhn a Jiří Imlauf.
Od roku 2022 je členem neoficiálního sdružení folkových písničkářů Písničkáři s.R.o, jehož dalšími členy jsou Zdeněk Vřešťál, Dušan Lapáček, Marek Zbořil, Honza Ingr a Lukáš Kratochvíl.
Žije na samotě Vrcha u Čáslavi.

## Diskografie
- Ráno — demo kapely Vraždy v Čínské čtvrti, 1998
- Ultima — demo, 2001
- Zahrada písničkářů — 1 píseň na sampleru, Indies Records, 2002
- Ingrid — demo, 2002
- 7 písní — demo, 2003
- Panoptikum — s Panoptikem, Indies Records, 2005
- Ekmnézie, 2006 (album inspirované tvorbou Tomáše Procházky)
- Krankheitsbeschreibunk, 2006 (dosud nevydané skladby z let 1991 – 2006)
- Výřezy v paměti – živá nahrávka, 2007
- Sirény a kukuřice, 2008
- Zaoknice, 2008
- Mechanické myšlenky, 2008, EP
- Madam Melody Noir, 2008, EP
- Syrové pozdravy z Chotěboře, 2009 – živé demo, nahrávka z festivalu Literární Vysočina 2009
- Buskers Burlesquers, 2012 – s Tomášem Vtípilem

## Vydané knihy
- Jen ať řvou kolejnice (básně z let 1997-2017, Ears & Wind Records 2017 )
- V plátěných stěnách barvy petroleje (Ears & Wind Records 2020 )